# Reims-la-Brûlée
Reims-la-Brûlée is een gemeente in het Franse departement Marne (regio Grand Est) en telt 181 inwoners (1999). De plaats maakt deel uit van het arrondissement Vitry-le-François.

## Geografie
De oppervlakte van Reims-la-Brûlée bedraagt 6,5 km², de bevolkingsdichtheid is 27,8 inwoners per km².
De onderstaande kaart toont de ligging van Reims-la-Brûlée met de belangrijkste infrastructuur en aangrenzende gemeenten.

## Demografie
Onderstaande figuur toont het verloop van het inwonertal (bron: INSEE-tellingen).